# IJsland op de Olympische Winterspelen 1998
Tijdens de Olympische Winterspelen van 1998, die in Nagano (Japan) werden gehouden, nam IJsland voor de dertiende keer deel.

## Deelnemers en resultaten
(m) = mannen, (v) = vrouwen 

### Alpineskiën
| Olympiër               | Discipline       | Resultaat | Prestatie                             |
| ---------------------- | ---------------- | --------- | ------------------------------------- |
| Haukur Arnórsson       | reuzenslalom (m) | dnf-1     | opgave run 1                          |
| Haukur Arnórsson       | slalom (m)       | dnf-1     | opgave run 1                          |
| Kristinn Björnsson     | reuzenslalom (m) | dns-2     | niet gestart run 2 1.25,47+dns        |
| Kristinn Björnsson     | slalom (m)       | dnf-1     | opgave run 1                          |
| Sveinn Brynjólfsson    | slalom (m)       | 25e       | 2.06,18 (+16,87) 1.03,52+1.02,66      |
| Arnór Gunnarsson       | slalom (m)       | dnf-1     | opgave run 1                          |
| Theódóra Mathiesen     | reuzenslalom (v) | dnf-1     | opgave run 1                          |
| Theódóra Mathiesen     | slalom (v)       | dnf-1     | opgave run 1                          |
| Sigríður Þorláksdóttir | slalom (v)       | dnf-1     | opgave run 1                          |
| Brynja Þorsteinsdóttir | reuzenslalom (v) | dnf-1     | opgave run 1                          |
| Brynja Þorsteinsdóttir | slalom (v)       | dnf-1     | opgave run 1                          |
| Brynja Þorsteinsdóttir | combinatie (v)   | dnf-s1    | opgave slalom run 1 afdaling: 1.34,49 |

Amerikaanse Maagdeneilanden · Andorra · Argentinië · Armenië · Australië · Azerbeidzjan · België · Bermuda · Bosnië en Herzegovina · Brazilië · Bulgarije · Canada · Chili · China · Chinees Taipei · Cyprus · Denemarken · Duitsland · Estland · Finland · Frankrijk · Georgië · Griekenland · Groot-Brittannië · Hongarije · Ierland · IJsland · India · Iran · Israël · Italië · Jamaica · Japan · Joegoslavië · Kazachstan · Kenia · Kirgizië · Kroatië · Letland · Liechtenstein · Litouwen · Luxemburg · Macedonië · Moldavië · Monaco · Mongolië · Nederland · Nieuw-Zeeland · Noord-Korea · Noorwegen · Oekraïne · Oezbekistan · Oostenrijk · Polen · Portugal · Puerto Rico · Roemenië · Rusland · Slovenië · Slowakije · Spanje · Trinidad en Tobago · Tsjechië · Turkije · Uruguay · Venezuela · Verenigde Staten · Wit-Rusland · Zuid-Afrika · Zuid-Korea · Zweden · Zwitserland